# Alexandr Popov (înotător)
Aleksandr Vladimirovici Popov (în rusă Александр Владимирович Попов; n. 16 noiembrie 1971, Sverdlovsk-45, RSFS Rusă, URSS) a fost campion mondial rus la natație. Prin comportarea sa distinsă în timpul întrecerilor sportive, el a fost supranumit „țarul”.

## Distincții
- Înotătorul european al anului 1994
- Înotătorul european al anului 2003
- Sportivul rus al anului 1996
- Medalia de onoare a URSS